# Mariya Pinigina
Mariya Dzhumabaevna Pinigina (Ivanovka, 9 de fevereiro de 1958) é uma ex-atleta da União Soviética, nascida no Quirguistão, campeã olímpica em Seul 1988.
Pinigina apareceu no cenário mundial ao conquistar duas medalhas de bronze no Campeonato Mundial de Atletismo de 1983, em Helsinque, Finlândia, nos 400 m e no revezamento 4x400 m. Em 1987, em Roma, mais um vice-campeonato mundial, com a medalha de prata no 4X400 m. Sem participar de Los Angeles 1984 - a URSS boicotou estes Jogos - teve que esperar até os 30 anos para participar de uma Olímpiada.
Em Seul 1988, veio a integrar o revezamento soviético que conquistou o ouro olímpico, com Tatyana Ledovskaya, Olga Nazarova e Olga Bryzgina e quebrou o recorde olímpico e mundial da prova (3m15s17), marca que se mantém até 2012.
Pinigina é casada com o campeão olímpico de luta greco-romana Pavel Pinigin e tem três filhos.